# Paul Emmerich
Paul Wilhelm Carl Eberhard Emmerich (* 27. Juli 1876 in Berlin; † 28. September 1958 ebenda) war ein deutscher Architekt.

## Leben
Paul Emmerich war ein Sohn des Architekten Julius Emmerich und seiner Ehefrau Auguste, geb. Ebhardt. Er studierte an der Technischen Hochschule Charlottenburg. Nach dem Studium arbeitete er als freier Architekt. Ab 1911 führte er zusammen mit seinem Schwager Paul Mebes das Architekturbüro Mebes & Emmerich, dessen wichtigstes Arbeitsgebiet der Wohnungsbau war. Daneben sind aber zahlreiche Beispiele für andere Bauaufgaben bekannt, mit denen das Büro ebenso betraut wurde und Beachtung fand, z. B. Verwaltungsgebäude und Schulen.
Nach dem Tod von Paul Mebes (1938) führte Paul Emmerich das Büro unter dem gemeinsamen Namen weiter. Nach dem Zweiten Weltkrieg trat sein Sohn Jürgen Emmerich (* 18. Juli 1905 in Berlin; † 6. April 1973 ebenda) in das Büro ein.

## Bauten

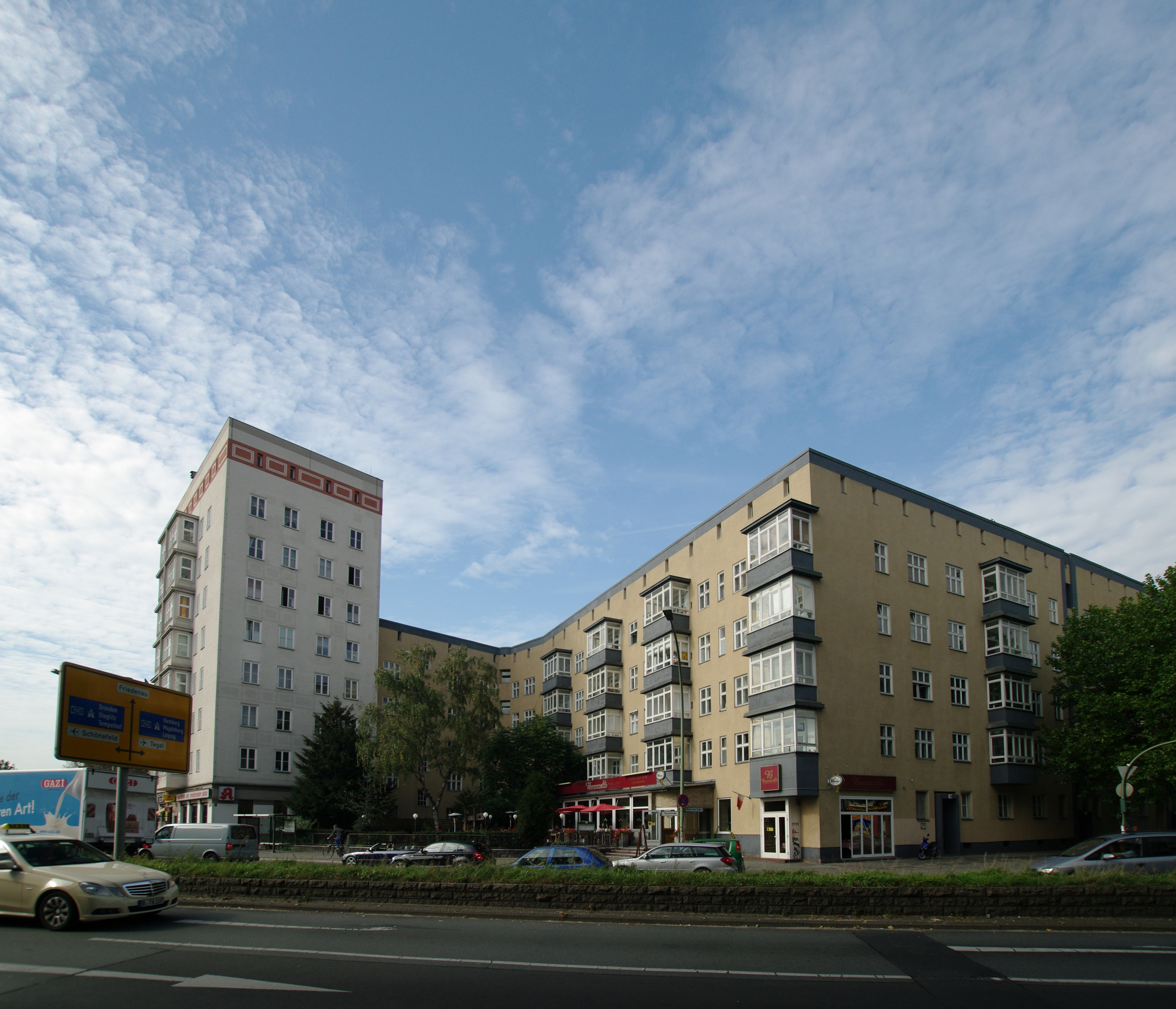
DeGeWo-Hochhaus und Ensemble am Innsbrucker Platz in Berlin-Schöneberg

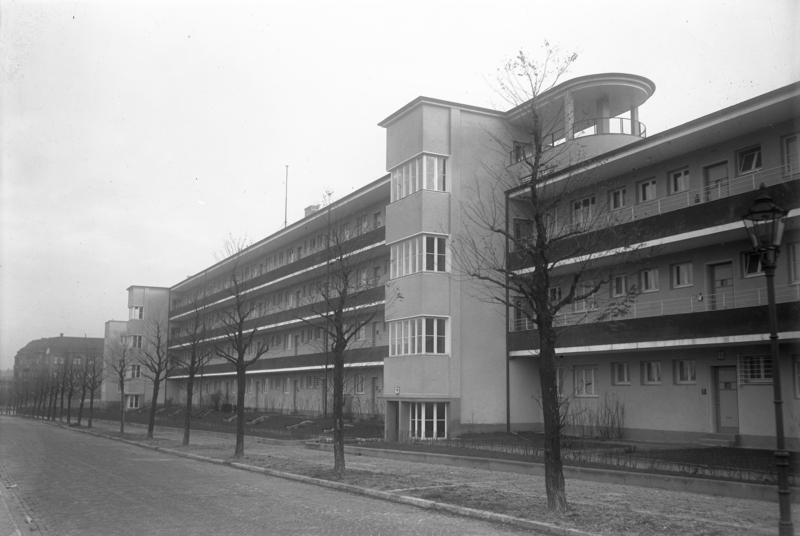
Laubenganghaus in Neuchateller Straße 19–20G in Berlin-Lichterfelde

Es ist nicht eindeutig geklärt, welchen individuellen Anteil Mebes und Emmerich jeweils am Entwurf der vom gemeinsamen Büro ausgeführten Bauten hatten. In der Literatur werden gelegentlich einzelne Bauten nur Mebes zugeschrieben – möglicherweise ist das aber allein darauf zurückzuführen, dass Mebes durch seine Veröffentlichungen etwas bekannter war.
- 1911: Umbau des Alten Museums in Berlin-Mitte
- 1910–1912: 1. Bauabschnitt der Gartenstadt Zehlendorf in Berlin-Zehlendorf: elf Hausgruppen entlang der Camphausen-, Dallwitz-, Berlepsch- und Thürstraße sowie im Rotherstieg
- 1911–1913: Schadowschule in Berlin-Zehlendorf, Beuckestraße
- 1912/1913: Verwaltungsgebäude der Iduna-Versicherung in Berlin-Kreuzberg, Charlottenstraße
- 1912–1914: Verwaltungsgebäude der Nordstern-Versicherung („Nordsternhaus“) in Berlin-Schöneberg, Badensche und Salzburger Straße
- 1917/1918: „Hindenburg-Turm“ in Finow
- 1917–1920: Fabrikanlage, sogenanntes „Neuwerk“, der Kupfer- und Messingwerke Hirsch A.G. in Finow
- 1922: Wohnhaus für Robert Hackelöer-Köbbinghoff (Generaldirektor der Nordstern-Feuerversicherungs-A. G.) in Berlin-Dahlem, Riemeisterstraße
- 1922/1923: Umbau und Aufstockung des Geschäftshauses für die Deutsche Länderbank AG in Berlin, Unter den Linden/Pariser Platz (gegenüber dem Hotel Adlon, kriegszerstört)
- 1923 eigenes Wohnhaus von Paul Emmerich in Berlin-Zehlendorf, Katharinenstraße 6
- 1923–1925: Siedlung Am Heidehof in Berlin-Schlachtensee
- 1926/1927: Wohnbebauung der Degewo in Berlin-Schöneberg, Hauptstraße, Innsbrucker Platz und Rubensstraße
- 1928: Doppelhaus in der Siedlung am Fischtalgrund (Ausstellung „Bauen und Wohnen“) in Berlin-Zehlendorf
- 1928–1930: Laubenganghaus in Berlin-Lichterfelde
- 1928–1930: „Bergschule“ in Apolda
- 1928–1931: Friedrich-Ebert-Siedlung in Berlin-Wedding, Afrikanische Straße (in der gleichen Siedlung auch Bauten von Bruno Taut)
- 1929/1930: Wohnbebauung für den Gemeinnützigen Wohnungsverein zu Bochum e. V. in Bochum, Alexandrinen- und Teylestraße
- 1929/1930: Beteiligung am Bau der Krochsiedlung in Leipzig-Gohlis
- um 1930: Wohnhaus für den Fabrikanten Wilhelm Adolf Farenholtz in Magdeburg
- 1930–1934: „Feuer- und rauchlose Siedlung“ in Berlin-Steglitz, Steglitzer Damm
- 1934/1935: Verwaltungsgebäude der Feuersozietät der Provinz Brandenburg in Berlin-Tiergarten, Am Karlsbad
- 1937/1938: Repräsentanz der Friedrich Krupp A. G. in Berlin-Tiergarten (heute: Sitz des Canisius-Kollegs) (vgl. Abbildung)
- 1938–1941: Verwaltungsgebäude der Philipp Holzmann A. G. in der Heerstraße in Berlin-Westend

Ab 1950 arbeitete Paul Emmerich gemeinsam mit seinem Sohn Jürgen Emmerich:
- 1950: DeGeWo-Hochhaus am Innsbrucker Platz in Berlin-Schöneberg
- 1954–1957: Wiederaufbau der St.-Jacobi-Kirche in Berlin-Kreuzberg von Friedrich August Stüler
- 1956–1960: Wiederaufbau der St.-Matthäus-Kirche in Berlin-Tiergarten von Friedrich August Stüler